# Парафраз
Парафра́з, або парафра́за, (від грец. παράφρασις — «переказ») — переказ, виклад тексту своїми словами.
Парафразами називаються різні види перероблення тексту (зокрема, літературного твору): докладне пояснення короткого тексту, скорочений виклад великого тексту (адаптація), спрощений виклад важкого для розуміння тексту з короткими роз'ясненнями, перекладення прозаїчного тексту у вірші, перекладення віршів в прозу. Парафразою також може називатися частковий переказ тексту.
Деякі лінгвісти використовують терміни «парафраз» і «перифраз» як синоніми, але ця думка не є загальноприйнятою, і тому їх не слід плутати.
Парафразою називається, зокрема, особливий, навчальний тип коментаря до теоретичного тексту, який є близьким до тексту викладом оригіналу з поясненням. Винайшов цей тип коментарів старогрецький коментатор Арістотеля Фемістій. Його парафрази призначалися для того, щоб читати їх паралельно з відповідними текстами Арістотеля.
Як приклад парафраз-адаптацій можна навести призначені для дітей видання великих за об'ємом художніх творів: відомі перекази «1001 ночі», «Дон Кіхота» М. де Сервантеса, «Робінзона Крузо» Д. Дефо, «Гаргантюа і Пантагрюеля».

## Віршована парафраза
Відома віршована парафраза Євангелія від Івана, написана старогрецьким поетом Нонном з Хміма.
В українській літературі відомі парафрази Тараса Шевченка на книги пророків Ієзекіїля та Осії, «Плач Ярославни» за мотивами «Слова о Полку Ігоревім».

## Парафраз у музиці
У музиці парафразом називають інструментальну п'єсу віртуозного характеру на оперні теми або народні мелодії.